# Cirripectes kuwamurai
Cirripectes kuwamurai es una especie de pez de la familia Blenniidae en el orden de los Perciformes.

## Morfología
• Los machos pueden llegar alcanzar los 5,5 cm de longitud total.

## Reproducción
Es ovíparo.

## Hábitat
Es un pez de mar y de clima templado que vive entre 0-5 m de profundidad.

## Distribución geográfica
Se encuentra en el Japón.